# تاريخ جنوب إفريقيا (1910-1948)

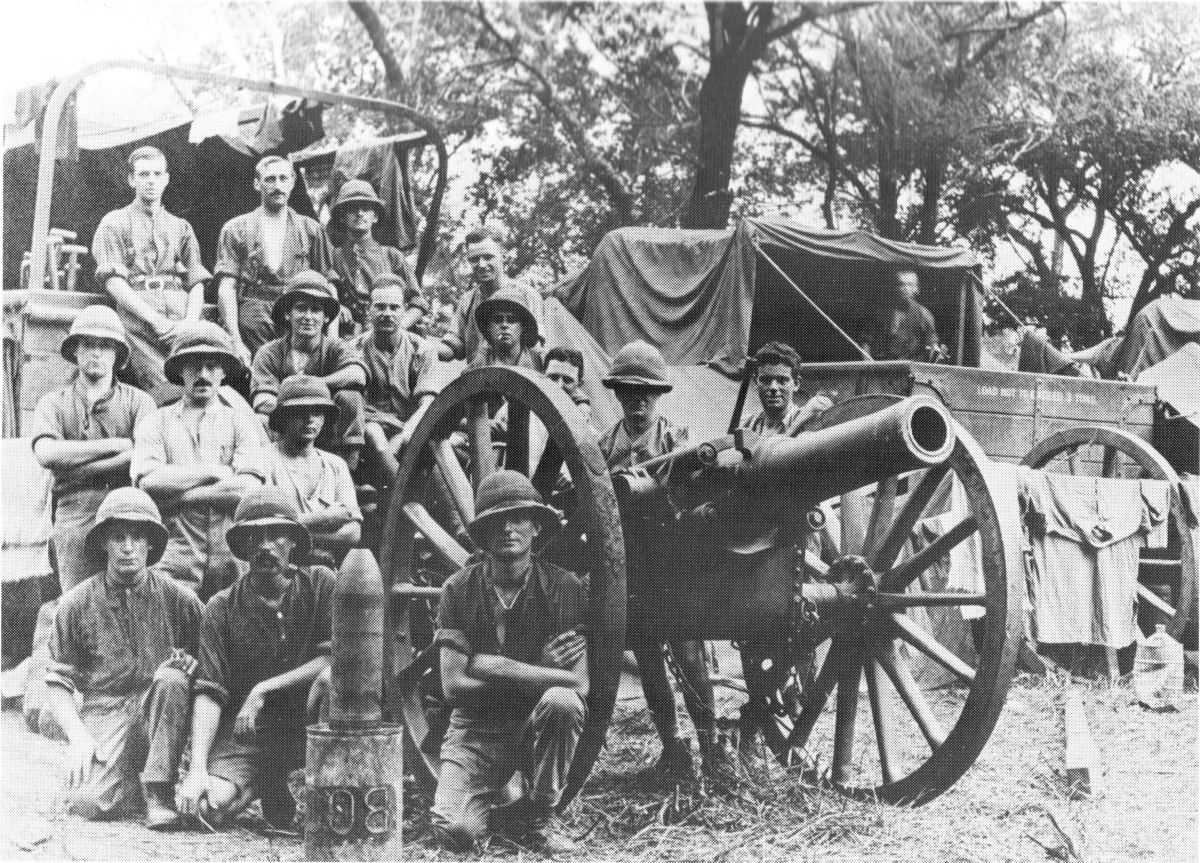

هذا هو تاريخ جنوب أفريقيا في الفترة بين عامي 1910 و1948.

## الحرب العالمية الأولى
كان اتحاد جنوب أفريقيا على علاقة وطيدة بالإمبراطورية البريطانية، وانضم تلقائيًا إلى بريطانيا العُظمى والحلفاء ضد القيصرية الألمانية. كان كل من رئيس الوزراء لويس بوتا وجان سموتس لواءين سابقين في حرب البوير الثانية وحاربا ضد بريطانيا، لكنهما أصبحا عضوين نشطين ومحترمين في مجلس الحرب الإمبراطوري.
كانت جنوب أفريقيا جزءًا من عملية عسكرية كبيرة ضد ألمانيا. فبالرغم من مقاومة بوير في موطنها، فقد انضمت حكومة لويس بوتا التي يقودها الأفريقان على نحو متردد إلى جانب الحلفاء في الحرب العالمية الأولى وحاربت في صف جيوشهم. ووافقت حكومة جنوب أفريقيا على سحب وحدات الجيش البريطاني ليتسنى لها التفرغ للحرب الأوروبية، وكانت لديها خطط لغزو جنوب غرب أفريقيا الألمانية. رفضت عناصر من الجيش الجنوب أفريقي القتال ضد الألمان وصاحب ذلك بدء معارضين للحكومة بتمرد مفتوح. أعلنت الحكومة قانون أحكام عرفية في 14 من أكتوبر من عام 1914، وتقدمت القوات الموالية للحكومة تحت قيادة الجنرال لويس بوتا وجان سموتس لتدمير ثورة المارتيز. حُوكم قادة ثورة بوير بأحكام مُخففة وبشروط كالسجن ست وسبع سنوات ودفع غرامات كبيرة. (انظر الحرب العالمية الأولى وثورة المارتيز.)

### الإجراءات العسكرية ضد ألمانيا أثناء الحرب العالمية الأولى
1. أرسلت ألمانيا جيشها إلى جنوب غرب أفريقيا الألمانية (عُرفت لاحقًا بجنوب غرب أفريقيا والآن بناميبيا). طرد الجنوب أفريقيون القوات الألمانية وفرضوا السيطرة على المستعمرات الألمانية السابقة. (انظر حملة جنوب غرب أفريقيا (الحرب العالمية الأولى).
2. أُرسلت حملة عسكرية تحت قيادة جان سموتس إلى شرق أفريقيا الألماني (عُرفت لاحقًا بتنجانيقا وتُعرف الآن بتنزانيا). كان الهدف من هذه الحملة هو مقاتلة القوات الألمانية في تلك المستعمرة ومحاولة أسر الجنرال الألماني المراوغ فون ليتو فوربيك.
3. في نهاية المطاف، حارب ليتو فوربيك بقواته الصغيرة حتى خرج من شرق أفريقيا الألماني إلى موزامبيق ومنها إلى رودسيا الشمالية، حيث قبل وقف إطلاق النار لمدة ثلاثة أيام بعد نهاية الحرب. (انظر حملة شرق أفريقيا (الحرب العالمية الأولى).)
4. نُقلت قوات اللواء الجنوب أفريقي الأول بحريًا إلى فرنسا للقتال في الجبهة الغربية. وكانت الحرب الأكثر استنزافًا التي خاضتها القوات الجنوب أفريقية في الجبهة الغربية هي معركة دلفيل وود في عام 1917. شهد الجنوب أفريقيون بعض الأحداث مع فيلق كيب كجزء من قوة التجريدة المصرية في فلسطين. (انظر فيلق كيب 1915 – 1991)

### المشاركات العسكرية والخسائر في الحرب العالمية الأولى
خدم أكثر من 146,000 شخص من أصحاب البشرة البيضاء، و83,000 من أصحاب البشرة السمراء، و2,500 من أعراق مختلطة (ملونين) وآسيويين في وحدات الجيش الجنوب أفريقي أثناء الحرب، وتضمن ذلك 43,000 فردًا في جنوب غرب أفريقيا الألمانية و30,000 في الجبهة الغربية. وشارك قرابة 3,000 جنوب أفريقي أيضًا في الفيلق الجوي الملكي. وكان إجمالي الضحايا الجنوب أفريقية أثناء الحرب قرابة 18,600 مع أكثر من 12,452 قتيلًا؛ أكثر من 4,600 منها على الأراضي الأوروبية فقط.
لا شك أن جنوب أفريقيا ساعدت الحلفاء بشكل كبير -وبريطانيا العظمى على وجه التحديد- في الإيقاع بمستعمرات غرب أفريقيا الألمانية وشرق أفريقيا الألمانية (على الرغم من أن العديد من قوات جنوب أفريقيا كانت فشلت في القبض على قوات شرق أفريقيا الألمانية بشكل كامل) بالإضافة إلى المشاركة في معارك غرب أوروبا والشرق الأوسط. كانت موانئ جنوب أفريقيا ومرافئها، مثل كيب تاون وديربان وسيمون تاون أيضًا مواقف راحة ومحطات مهمة للمد بالوقود، وعملت كممتلكات إستراتيجية للبحرية الملكية البريطانية أثناء الحرب، للمساعدة في الحفاظ على خطوط الملاحة البحرية الحيوية إلى أستراليا والشرق الأوسط والهند البريطانية وإبقائها مفتوحة.

## الحرب العالمية الثانية

### إعلان الحرب على المحور
في الرابع من سبتمبر من عام 1939، رفض تكتل الحزب المتحد قبول موقف هيرتزوغ الحيادي في الحرب العالمية الثانية وعزله لصالح سموتس. وعندما أصبح سموتس رئيسًا للوزراء في جنوب أفريقيا، أعلن بشكل رسمي أن جنوب أفريقيا في حالة حرب مع ألمانيا ودول المحور. وشرع سموتس فورًا في تحصين جنوب أفريقيا ضد أي غزو بحري ألماني مُحتمل بسبب أهمية موقع جنوب أفريقيا العالمي الاستراتيجي المُتحكم في الطريق البحري الطويل حول رأس الرجاء الصالح.
واتخذ سموتس إجراءات صارمة ضد حركة أوسيوابراندواج النازية بجنوب أفريقيا (قُبض عليهم لارتكاب أعمال تخريبية) وأودع قادتهم السجن طوال فترة الحرب. (أحدهم هو جون فورستر؛ والذي أصبح رئيس وزراء جنوب أفريقيا مستقبلًا.) (انظر جان سموتس أثناء الحرب العالمية الثانية.)

### رئيس الوزراء والمارشال سموتس
كان رئيس الوزراء جان سموتس هو الجنرال غير البريطاني الوحيد الذي يسمع نصيحته بتدبر رئيس الوزراء البريطاني في فترة الحرب ونستون تشرشل. دُعي سموتس إلى مجلس الحرب الإمبراطوري في عام 1939 كأكبر جنوب أفريقي مؤيد للحرب. في يوم 28 من شهر مايو عام 1941، عُين سموتس مارشالًا في الجيش البريطاني، ليصبح أول جنوب أفريقي يصل لهذه المرتبة. في نهاية المطاف، دفع سموتس ثمنًا سياسيًا باهظًا لقربه من المؤسسة البريطانية، ومن الملك، ومن تشرشل الذي جعله غير محبوب بين المحافظين الأفريقان القوميين، ما أدى إلى سقوطه في نهاية المطاف، في حين أن معظم أصحاب البشرة البيضاء متحدثي الإنجليزية والأقليات الليبرالية الأفريقانية في جنوب أفريقيا ظلت موالية له. (انظر جان سموتس أثناء الحرب العالمية الثانية.)

### المساهمات العسكرية والخسائر في الحرب العالمية
شاركت جنوب أفريقيا وقواتها العسكرية في العديد من الحروب. تألفت مساهمات جنوب أفريقيا بشكل أساسي في الإمداد بالقوات والجنود والمؤن لحملة شمال أفريقيا (حرب الصحراء) والحملة الإيطالية بالإضافة إلى سفن الحلفاء التي رست في الموانئ الحيوية المجاورة للمحيط الأطلسي والمحيط الهندي والتي تغطي الرحلة من أفريقيا الجنوبية. وشارك أيضًا العديد من المتطوعين في سلاح الجو الملكي. (انظر: الجيش الجنوب أفريقي في الحرب العالمية الثانية؛ والقوات الجوية الجنوب الأفريقية في الحرب العالمية الثانية؛ والقوات البحرية الجنوب أفريقية في الحرب العالمية الثانية؛ ومساهمات جنوب أفريقيا في الحرب العالمية الثانية.)
1. ساعد الجيش الجنوب أفريقي والقوات البحرية في هزيمة جيش الفاشي الإيطالي بينيتو موسوليني الذي غزا الحبشة (تُعرف الآن بإثيوبيا) في عام 1935. أثناء حملة شرق أفريقيا عام 1941 أسهمت القوات الجنوب أفريقية إسهامًا كبيرًا في تحقيق هذا الانتصار المبكر للحلفاء.
2. انتصار مهم آخر شاركت فيه جنوب أفريقيا، وهو تحرير مالاغاسي (تُعرف الآن بمدغشقر) من سيطرة فرنسا الفيشية التي كانت حليفًا للنازيين. نظمت القوات البريطانية بمساعدة الجنود الجنوب أفريقيين، هجومها من جنوب أفريقيا، واحتلت الجزيرة الاستراتيجية في عام 1942 لمنع اليابانيين من الاستيلاء عليها.
3. شاركت فرقة المشاة الأولى الجنوب أفريقية في العديد من الأحداث في أفريقيا في عامي 1941 و1942، بما في ذلك معركة العلمين الثانية، قبل أن تنسحب الفرقة إلى جنوب أفريقيا.
4. شاركت فرقة المشاة الثانية الجنوب أفريقية أيضًا في عدد من الأحداث في شمال أفريقيا أثناء عام 1942، لكن في 21 يونيو من عام 1942 وقع لواءان كاملان من المشاة بالإضافة إلى وحدات دعم في الأسر أثناء سقوط مدينة طبرق.
5. لم تشترك فرقة المشاة الثالثة الجنوب أفريقية بشكل فعال في أي معركة لكنها نظمت قوات الدفاع الوطني الجنوب أفريقية ودربتها بدلًا من ذلك، وأدت واجبات الحماية ومدت فرقة المشاة الجنوب أفريقية الأولى والثانية بالبدائل. إلا أن أحد لواءات هذه الفرقة -لواء الآلية 7 SA- شارك في عزو مدغشقر في عام 1942.
6. حاربت فرقة المدرعات السادسة الجنوب أفريقية في عدد كبير من الأحداث في إيطاليا منذ عام 1944 حتى 1945.
7. شاركت جنوب أفريقيا في الجهود الحربية ضد اليابان، بتوفير الجنود وسفن التزويد بالجنود في الاشتباكات البحرية ضد اليابان.[1]